# Tennis aux Jeux panaméricains de 2023
Navigation
2019 2027
Les compétitions de tennis aux Jeux panaméricains de 2023 ont lieu du 23 au 29 octobre 2023 à Ñuñoa, au Chili. 

## Calendrier
| Épreuve ↓ / Date → | Lu 23   | Ma 24 | Me 25 | Je 26 | Ve 27 | Sa 28 | Sa 28 | Di 29 | Di 29 |
| ------------------ | ------- | ----- | ----- | ----- | ----- | ----- | ----- | ----- | ----- |
| Simple messieurs   | T1 / T2 | T2    | ⅛     | ⅛     | ¼     | ½     | ½     | B     | F     |
| Simple dames       | T1 / T2 | T2    | ⅛     | ⅛     | ¼     | ½     | ½     | B     | F     |
| Double messieurs   |         | ⅛     | ⅛     | ¼     | ½     | B     | F     |       |       |
| Double dames       |         | ⅛     | ⅛     | ¼     | ½     | B     | F     |       |       |
| Double mixte       |         |       | ⅛     | ¼     | ½     | B     | F     |       |       |

| - T1 : premiers tours - T2 : deuxièmes tours - ⅛ : huitièmes de finale - ¼ : quarts de finale - ½ : demi-finales - B : match pour la médaille de bronze - F : match pour la médaille d'or |

## Participants par nation
- Antigua-et-Barbuda (1)
- Argentine (6)
- Bahamas (3)
- Barbade (1)
- Bolivie (2)
- Brésil (6)
- Canada (2)
- Chili (6) (hôte)
- Colombie (6)
- Costa Rica (2)
- Cuba (1)
- République dominicaine (5)
- Équipe d'athlètes indépendants (2)
- Équateur (3)
- Salvador (2)
- Haïti (1)
- Honduras (3)
- Jamaïque (3)
- Mexique (2)
- Paraguay (4)
- Pérou (5)
- Saint-Christophe-et-Niévès (1)
- Trinité-et-Tobago (1)
- Uruguay (2)
- États-Unis (4)
- Venezuela (4)

Source : (en) Nombre d'athlètes par nation. sur le site officiel des Jeux panaméricains de Santiago

## Médaillés
| Simple messieurs résultats détaillés | Facundo Díaz Acosta (ARG)                    | Tomás Barrios Vera (CHI)                                  | Thiago Monteiro (BRA)                                 |  |  |  |
| Double messieurs résultats détaillés | Brésil Gustavo Heide Marcelo Demoliner       | Chili Tomás Barrios Vera Alejandro Tabilo                 | République dominicaine Nick Hardt Roberto Cid Subervi |  |  |  |
|                                      |                                              |                                                           |                                                       |  |  |  |
| Simple dames résultats détaillés     | Laura Pigossi (BRA)                          | María Carlé (ARG)                                         | Julia Riera (ARG)                                     |  |  |  |
| Double dames résultats détaillés     | Brésil Laura Pigossi Luisa Stefani           | Colombie María Herazo González María Paulina Pérez García | Argentine María Carlé Julia Riera                     |  |  |  |
|                                      |                                              |                                                           |                                                       |  |  |  |
| Double mixte résultats détaillés     | Colombie Yuliana Lizarazo Nicolás Barrientos | Brésil Luisa Stefani Marcelo Demoliner                    | Argentine Martina Capurro Taborda Facundo Díaz Acosta |  |  |  |

Source : (en) Médaillés. sur le site officiel des Jeux panaméricains de Santiago

## Tableau des médailles
| * | Pays hôte |

| Rang  | Nation                 | Or | Argent | Bronze | Total |
| ----- | ---------------------- | -- | ------ | ------ | ----- |
| 1     | Brésil                 | 3  | 1      | 1      | 5     |
| 2     | Argentine              | 1  | 1      | 3      | 5     |
| 3     | Colombie               | 1  | 1      | 0      | 2     |
| 4     | Chili *                | 0  | 2      | 0      | 2     |
| 5     | République dominicaine | 0  | 0      | 1      | 1     |
| Total | Total                  | 5  | 5      | 5      | 15    |

Source : (en) Classement par nations. sur le site officiel des Jeux panaméricains de Santiago